# Žižkov (Kutná Hora)
Žižkov (německy Cirkwitz) je část města Kutná Hora v okrese Kutná Hora. Nachází se na jihozápadě Kutné Hory. Prochází zde silnice I/2.
Žižkov leží v katastrálním území Kutná Hora o výměře 14,45 km².

## Pamětihodnosti
- kostel Nejsvětější Trojice
- hradiště Cimburk
- hradiště Dänemark